# Benson and Hedges Ireland Tournament
Benson and Hedges Ireland Tournament (также встречается название Benson and Hedges Irish Championship) — пригласительный снукерный турнир, проводившийся в 1970-х годах в Ирландии. Считается «предшественником» первого крупного соревнования по этой игре в Ирландии, Irish Masters.
Турнир впервые был проведён в 1975 году в National Boxing Arena, Дублин. В единственном матче, который и стал финальным, Джон Спенсер победил Алекса Хиггинса со счётом 9:7. Спонсором выступила табачная компания Benson & Hedges. В 1976 в турнире участвовали четыре игрока; соответственно, победители полуфиналов разыграли между собой титул чемпиона. Снова победа досталась Спенсеру.
В 1977 турнир был проведён в Leopardstown Racecourse, снова с четырьмя участниками, но на этот раз он начинался с групповой стадии. Два снукериста, набравших наилучшие показатели, выходили в финал. Алекс Хиггинс стал победителем, обыграв в решающем матче Рэя Риардона, 5:3.
Затем проведение соревнования прекратилось в связи с его фактической заменой на Irish Masters.

## Победители
| Год  | Место проведения | Чемпион       | Финалист      | Счёт | Приз победителю |
| ---- | ---------------- | ------------- | ------------- | ---- | --------------- |
| 1975 | Дублин           | Джон Спенсер  | Алекс Хиггинс | 9:7  | £ ?             |
| 1976 | Дублин           | Джон Спенсер  | Алекс Хиггинс | 5:0  | £ 1 300         |
| 1977 | Дублин           | Алекс Хиггинс | Рэй Риардон   | 5:3  | £ 750           |